# Metabolismo y actividad física
La actividad física no  altera el metabolismo. Las personas que la practican de manera sistemática experimentan distintos cambios biológicos. Estas alteraciones están dadas a distintos niveles funcionales del organismo humano, entre las que destacan los cambios morfo-fisiológicos, bioquímicos y psíquicos. Las variaciones funcionales no ocurren de forma inmediata en el organismo, estas van surgiendo como un proceso adaptativo del organismo a las cargas de trabajo a las que está sometido continuamente, y es precisamente esta capacidad de adaptarse del organismo la que permite que los atletas obtengan mejores resultados en las competencias. 

## Enfermedades prevenibles
El deporte es usado como medio activo para prevenir y tratar enfermedades ya fortalece tanto el aparato motor como los sistemas vitales del organismo. Algunas de las enfermedades en que se puede aplicar la actividad física terapéutica son: 
- Enfermedades cardiovasculares.
- Enfermedades arteriales: arteriosclerosis obliterante, la tromboangitis obliterante, el síndrome de Raynaud.[cita requerida]
- Hipertensión arterial.
- La obesidad.
- Diabetes mellitus.
- Deformidades del sistema óseo.
- Escoliosis.
- Hernia.

## Respuestas del organismo ante el ejercicio físico
Al comenzar una actividad física el sistema nervioso central envía señales desde el encéfalo al centro vasomotor provocando una descarga simpática masiva por todo el organismo la cual produce cambios en todos los sistemas de órganos, se pudiera decir que esta es la respuesta inicial del organismo a la actividad física. 
En el sistema cardiovascular y circulatorio se producen cambios importantes:
- Aumento del gasto cardíaco
- Aumento del volumen sistólico.
- Aumento de la frecuencia cardíaca y del flujo sanguíneo muscular debido a la mayor demanda de oxígeno por parte de los músculos.
- Aumenta la fuerza de contracción.
- Se produce una contracción de las arterias periféricas y una vasodilatación provocando un préstamo sanguíneo a los músculos propiciando un aumento del flujo muscular.
- Aumenta la presión media sistémica de llenado debido a la contracción de las venas esto provoca un retorno venoso al corazón.
- Aumento de la presión arterial.
- Aumento del volumen cardíaco.

Estas respuestas, que no son más que la reacción del organismo ante la actividad física, propician que en el organismo ocurran cambios funcionales y dentro de estos cambios se puede destacar que las adaptaciones que ocurren en los sistemas cardiovascular y circulatorio son de los más importantes sin dejar de olvidar el sistema respiratorio.
- Aumento del tamaño físico del corazón. Se amplía y fortalece el miocardio permitiendo funcionar de forma más eficiente y con menor frecuencia bombeando más sangre a los tejidos.
- Se aumenta el número de capilares en funcionamiento.
- Aumenta la elasticidad sanguínea permitiendo que la sangre circule con más facilidad.
- Aumenta el número de glóbulos rojos y la hemoglobina (16-17 Mg/cm³).
- Menos grasa y sustancias lipoides en la sangre.
- Mejor perfusión sanguínea a nivel capilar.

### Sistema respiratorio
El sistema respiratorio se estimula de varias formas. Primero, cuando la actividad física provoca que el sistema nervioso central a través del cerebro envíe colaterales al tronco encefálico para que este estimule la respiración. Además hay que destacar que muchos cambios que se van dando lugar en distintos sistemas como en el circulatorio y cardiovascular estimulan cambios en la respiración. También se estimula cuando, debido al consumo de oxígeno en los tejidos musculares, se produce grandes cantidades de CO2, el cual reacciona con el agua de los tejidos formando ácido carbónico que después se disocia en hidrogeniones que activan los quimiorreceptores del área quimiosensible del centro respiratorio y de esta forma se estimulan los cambios y respuesta de la respiración ante la actividad física. 
Dichos cambios son:
- Aumenta la ventilación pulmonar.
- Aumento de la respiración alveolar.
- Aumento del área de intercambio de sustancias en los capilares.
- Aumenta la difusión de oxígeno por la membrana.
- Aumenta la presión de CO2 y O2 en los alvéolos.
- Aumenta la tasa de ventilación alveolar.
- Aumento del volumen respiratorio.
- Aumenta la frecuencia respiratoria.
- Aumenta el volumen pulmonar.
- Aumenta la tasa de consumo de oxígeno por los tejidos.
- Aumenta la presión de O2 en los tejidos.
- Aumenta el transporte de oxígeno y dióxido de carbono.

### Sistema nervioso central
El entrenamiento sistemático mejora la velocidad y eficacia del sistema nervioso central a la hora de recibir las percepciones y proyectar actividad motora.
Mejor influencia del sistema parasimpático en:
- Corazón y circulación.
- Respiración.
- Sistema endocrino.
- Metabolismo.
- Sistema excretor.
- Sueño más rápido y profundo.

### Sistema endocrino
El sistema endocrino aumenta la capacidad de destrucción y eliminación de los productos de desecho en el hígado.
También aumentan las secreciones hormonales de las glándulas relacionadas con el ejercicio:
- Suprarrenales.
- Páncreas.
- Testosterona.
- Adrenalina.
- Glucagón.
- Catecolaminas.
- Insulina.

Se mejora la síntesis y depósito de glucógeno en hígado, aumento de captación de aminoácidos y se acelera el metabolismo.
En el metabolismo:
- Mejor producción de ATP.
- Mejor producción de fosfato de creatina.
- Aumento de la sustancias de resíntesis de ATP de reserva: Glucógeno, azúcar sanguínea y la reserva de ácidos grasos.

### Cambios bioquímicos en el tejido muscular
Cambios que ocurren en los trabajos musculares cortos e intensos donde en el proceso es anaerobio:
- Aumento de los procesos anaerobios y aeróbicos proporcionalmente.[3]
- Aumento de los Polipéptido y el NH3.

Comportamiento del oxígeno:
- El consumo de oxígeno (O2) es de  90% a 95%.
- El oxígeno no usado o deuda es de.5% a 10%

Metabolismo de los glúcidos y el glucógeno en el proceso energético anaerobio:
- En condiciones anaerobias la resíntesis del ATP es preferentemente partiendo del glucógeno contenido en el músculo. Esto se debe a que el glucógeno muscular resulta más ventajoso de utilizar porque reporta un saldo positivo de 3 ATP/6 C (o sea, por hexosa), mientras que la glucosa sólo aporta 2 ATP/ 6 C.

Cambios que ocurren en los trabajos musculares largos y moderados donde en el proceso es aerobio:
- Aumento de los procesos aerobios.
- Aumento del ATP.
- Disminución del NH3.

Comportamiento del oxígeno:
- El consumo de oxígeno (O2) es de 90% a 95%.
- El oxígeno no usado o Deuda es de 5% a 10%.

Metabolismo de los glúcidos y el glucógeno y las grasas en el proceso energético aerobio:
- En los procesos aerobios, disminuye el glucógeno muscular utilizándose la glucosa sanguínea proveniente del glucógeno hepático. Además, por otra parte se movilizan las grasas del tejido adiposo y son transportadas hacia el hígado a través de los complejos solubles lipoproteicos, estas sustancias pueden oxidarse completamente, aportando más del doble de la energía que brindan los glúcidos durante su oxidación completa, es decir, que las grasas liberan ~ 9.3 Kcal. /g, mientras que los glúcidos es ~ 4,3 Kcal. /g.

Cambios generales que mejoran el sistema muscular-articular cuando se ha practicado actividad física sistemática:
- mejora alimentación de las fibras musculares (aumentó el grosor y la masa muscular).
- Fortalece los tendones, ligamentos y membranas musculares: Sarcolema, perimisio y epimisio.
- Aumenta la cantidad de: Fosfato de Creatina, Glucógeno,

Calcio (Ca), Potasio (K), Magnesio (Mg), y se dan modificaciones en la cronaxia (excitabilidad) debido al aumento de la masa muscular.

### Cambios bioquímicos en la sangre
Los cambios que ocurren en los músculos por incidencia de la actividad
física se reflejan en los fluidos corporales y principalmente en la sangre, y por esta razón se originan los denominados cambios en la sangre los cuales pueden ser a causa de los esfuerzos de resistencia o bien los esfuerzos de velocidad y fuerza.
Los cambios en la sangre se dividen en 2 tipos fundamentales, según las condiciones en que se manifieste la actividad física:
Cambios temporales: Se dan durante la ejecución del esfuerzo físico, y se caracterizan por ser reversibles, ya que las variaciones que ocurren en los diferentes parámetros retornan a sus cifras o valores normales en un tiempo breve, que no sobrepasa las 24 horas después de concluido el ejercicio. Estos cambios dependen específicamente del esfuerzo que se realizó en otras palabras están determinados por el efecto que causó sobre el organismo la acción del esfuerzo físico. Son cambios temporales:
- Aumento de la volemia 1 (en reposo circula en el 70% de la sangre y el resto está en hígado, bazo, riñones).
- Relación entre el Plasma y Elementos figurados:
  - En reposo: Plasma: 55%, Elementos Figurados: 45%
  - En actividad: Plasma: 45%, Elementos Figurados: 55%
- Comportamiento de la glicemia 2:
  - En trabajos cortos e intensos: aumenta.
  - En trabajos largos y moderados: disminuye.
- Comportamiento del lactato.
  - En trabajos cortos e intensos: aumenta de forma aguda.
  - En trabajos largos y moderados: aumenta ligeramente.
- Comportamiento de las reservas alcalinas.
  - En trabajos cortos e intensos: disminuye de forma aguda.
  - En trabajos largos y moderados: disminuye ligeramente.
- Aumenta la variación de hormonas, electrolitos y enzimas .

Cambios permanentes: Son el efecto de la sumatoria de forma positiva de las sesiones de entrenamiento en un período considerable de tiempo el cual puede tardar hasta años después de estar realizando una actividad física constante y sistemática.
Estos cambios se identifican en el estado de reposo y solo aparecen como resultado de un régimen de actividad física constante y sistemática. Estos cambios se pueden manifestar mientras el deportista se encuentra en una vida deportiva activa por lo que se puede decir que son el reflejo del entrenamiento sistemático del deportista.
- Aumento del hematocrito (Estructura de la hemoglobina).
- Aumento de la hemoglobina.
- Disminución del lactato en sangre.
- Aumento de las reservas alcalinas.

### Cambios bioquímicos en la orina
La orina, como la sangre, refleja la actividad que aconteció en el músculo por causa del esfuerzo físico. Estos cambios bioquímicos que se producen por el ejercicio físico se reflejan en la constitución química de la orina, al aumentar la filtración activa de la sangre por los riñones.
- Comportamiento de la diuresis.
  - En trabajos cortos e intensos: Aumenta (por el incremento del volumen sanguíneo por minuto y por el aumento de la presión sanguínea, lo que provoca un incremento de la filtración renal).
  - En trabajos largos y moderados: Disminuye (por el aumento de la sudoración y por la pérdida de agua por los pulmones como consecuencia de la hiperventilación).

- Comportamiento de la densidad.
  - En trabajos cortos e intensos: Disminuye debido al aumento de la diuresis.
  - En trabajos largos y moderados: Disminuye debido a la disminución de la diuresis.

- Hay proteinuria (proteínas en la orina). Esto ocurre por el aumento de la permeabilidad del epitelio renal, por el acúmulo de sustancias ácidas como el ácido láctico y de esta forma se permite el paso hacia los túbulos renales de estas macromoléculas.

- Hay glucosuria (presencia de la glucosa en la orina). Esto se debe a que se intensifica la movilización del glucógeno hepático, se incrementa el nivel de glucosa sanguínea y por ello se puede observar la aparición de glucosa en la orina. La glucosuria es característica en los esfuerzos físicos típicos de gran intensidad y de corta duración.

## Cambios bioquímicos en los órganos internos por causa de la actividad física sistemática

### Sistema muscular
- Aumenta la masa muscular (debido al incremento de las proteínas contráctiles), principalmente en respuesta a ejercicios cortos e intensos (en ejercicios largos y moderados aumenta en los primeros días únicamente).
- Aumenta la actividad ATP-asa.
- Aumentan las reservas energéticas: [CrP], [Glucógeno], [ATP].
- Aumenta la actividad de las enzimas.
- Disminución del [NH3] (debido a que el ADP tiende a evitar su desaminación).
- Aumento de la mioglobina.

### Hígado
- Aumento del glucógeno (reserva energética fundamental para el esfuerzo físico).
- Aumento del ácido ascórbico (cofactor de los procesos redox).

Este órgano incrementa sus posibilidades de recuperar las reservas energéticas, especialmente en la etapa de descanso se favorece el restablecimiento de la glucosa mediante el ciclo de Cori.

### Miocardio
- Aumento del trabajo del corazón presentando una hipertrofia cardíaca (por el incremento en la síntesis proteica).
- Aumento del uso de los sustratos de oxidación: Glucosa y Lactato (porque se favorece el aumento Actividad enzimático)
- Aumento de la mioglobina (para facilitar el metabolismo aerobio durante el esfuerzo)

### Sistema óseo
- Aumento de la osteína y sales de calcio y de fósforo (Estos cambios adaptativos fortalecen el sistema óseo)

### Sistema nervioso central
Este es el sistema responsable del control y la dirección de todas las reacciones del metabolismo en general, ya que es el encargado de recibir y responder toda la información proveniente de los estímulos procedentes del medio (tanto interno como externo), por lo que resulta lógico comprender por qué el entrenamiento constante y sistemático modifica sustancialmente desde el punto de vista bioquímico el metabolismo de este tejido. Entre las variaciones más significativas están:
- Aumento de la actividad enzimática (tanto de sistemas REDOX como del metabolismo general)
- Aumento de la capacidad buffer (estabilizar el equilibrio ácido-base de este tejido tan sensible)
- Aumento de los procesos de fosforilación oxidativa (asegurar la resíntesis del ATP).